# 萬曆怠政

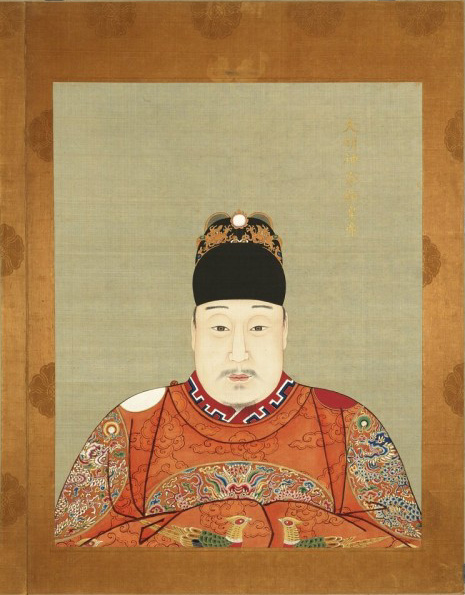
明神宗万历帝

萬曆怠政，是指明朝明神宗當政期間的怠政現象。明神宗的長期怠政主要是執政中後期，因其對政事心灰意冷，加上久病不癒無法處理政事，造成了其長達30年的怠政。數十年的怠政造成當時明政府政務廢弛的現象，在女真族興起並侵佔明朝東北領土、擴張勢力的同時，明神宗依然稱疾不上朝，是導致明朝逐步滅亡的原因之一。

## 背景
万历十年（1582年）六月二十日，内阁首辅张居正卒，萬曆十四年（1586年）後，神宗就開始連續不上朝。李太后年紀漸大，對神宗也實在無力管束。
萬曆十七年（1589年）元旦，神宗以日食為由免去元旦朝賀。萬曆十七年十二月二十一日，大理寺左評事雒于仁上疏，稱神宗沉湎于酒、色、財、氣。阁臣王家屏次日再上一本，自请罢官。最後明神宗竟三十年不上朝，只在万历四十三年（1615年）勉強到金鑾殿上亮了一次相，許多朝臣都沒見過皇帝一面，導致國力衰退。
但是已經不上朝的万历帝，在萬曆二十八年（1600年）以前仍很有作为，他直接指揮“万历三大征”，明朝人瞿九思在《万历武功录》中评价说：“唐宋以来一大伟绩”，由此可见万历帝并非对朝政懈怠。學者常認為是由于国本之争，神宗被群臣所迫，不能立自己愛子朱常洵為儲君，连選擇太子的皇帝权力也失去，因而以這種方式向朝臣們示威、抗議。史學家曹國慶认为萬曆帝患有齲齒、牙周病和氟牙症等多種牙科疾病，頜骨發育不良，面部凹陷而左右兩側不對稱。學者樊树志认为神宗疾病缠身。1958年，北京定陵的地宫被打开，万历帝尸骨“背微陀，腿部残疾”。右腿明顯比左腿短。吴晗曾怀疑万历帝因身体不好吸鸦片。

## 表现

### 聚財開礦
萬曆十年（1582年）张居正一死，神宗摆脱张居正的束缚之后，开始亲政。此外，神宗亦進行政治清算，馮保率先被抄家，張居正去世两年后獲罪，也被抄了家。张居正的儿子张敬修自缢身亡，朝廷只给張居正母親留下一所空宅和10顷薄田。
為害最大的是“礦稅”一項，神宗先後派出內監多批徵收礦稅，幾乎遍佈中國各地，雖統名為礦稅，實際遠不限于礦業，兩淮有鹽監，廣東有珠監，擾得民不聊生。
萬曆二十四年（1596年），萬曆皇帝派出宦官充任礦監稅使，掠奪商民，一旦被認為地下有礦苗，房屋就要全部拆除，以便開礦，開礦時若果挖掘不到礦苗，附近的商家會被指控“盜礦”，必須繳出全部“盜礦”的賠款。礦監所到之處，民窮財盡，據記載：“鞭笞官吏，剽劫行旅，商民恨刺骨”，“其黨直入民家，姦淫婦女，或掠入稅監署中，士民公憤”，而“帝不問”，這成為明代一大惡政。首輔朱賡在上疏的時候說：“今日政權不由內閣，盡移於司禮。”大學士沈鯉在《請罷礦稅疏》 中指出，礦稅“皆有司加派於民，以包賠之也”。戶科給事中田大益曾批評：“以金錢珠玉為命脈。”
萬曆二十五年（1597年）至萬曆三十三年（1605年），萬曆帝所榨取的礦稅使內庫銀增加將近三百萬兩，更多的財物流入了宦官之手，沉重的賦稅亦不斷激起民變。萬曆四十八年（1620年），朝鮮使臣李廷龜出使中國，遇上萬曆帝駕崩、泰昌登基等一系列政治事件。他曾見到萬曆帝的遺詔，其中包括對礦稅的記載：“封章多滯，僚採辦公，加以礦稅繁興，徵調四出，民生日蹙⋯⋯建言廢棄及礦稅注誤，諸臣酌量啟用，一切榷稅並新增織造燒造等悉停止”。因為礦稅問題十分突出，故萬曆帝在遺詔中特意加以交代。

### 缺官不補
由於神宗不上朝，缺官現象非常嚴重。萬曆三十年（1602年），南北兩京共缺尚書三名，侍郎十名；各地缺巡撫三名，布政使、按察使等六十六名，知府二十五名。叶向高曾疏曰：“今六部止有五人，都察院遂至空署。”且“候补科道久者二三年，近亦数月，旅食长安，茫无职事，销向用之心伤，平政之明所宜即行。”神宗委頓于上，百官黨爭于下，政府完全陷入空轉之中。因此明史言：“明之亡，實亡于神宗。”

### 後金崛起
万历四十三年（1615年），李成梁去世，“成梁诸战功率藉健儿。其后健儿李平胡、李宁、李兴、秦得倚、孙守廉辈皆富贵，拥专城，暮气难振。”方从哲亦疏请曰：“今缺饷至于数月，诸军饥不得食，寒不得衣。……宜速发内帑数十万，先尽该镇，次及九边，用以抒燃眉之忧。”万历四十六年四月十三日，努爾哈赤以“七大恨”告天，正式与明朝决裂。四十六年四月，後金兵克抚顺，朝野震惊，萬曆帝仍不以為意。万历四十七年（1619年），遼東总兵楊鎬四路進攻後金，在薩爾滸之戰大敗，死四萬餘人，開原、鐵嶺淪陷，北京震動。万历四十六年四月方从哲奏请“速下章奏、发帑金。”

## 争议
萬曆皇帝怠政期間仍能指揮明軍東進，參與了兩次萬曆朝鮮之役，漢人與朝鮮人聯軍擊敗日本人，使朝鮮保全了國家，避免了亡國滅種的巨大危險，儘管朝鮮人對萬曆皇帝有著深厚的感情，但是在朝鮮使臣的記錄中，更多的還是對萬曆帝消極怠政、貪婪奢侈等惡劣行徑的批評。而朝鮮使臣塑造的萬曆皇帝形象，也反映出明中葉之後朝鮮對中國社會集體想像的轉變，大明帝國的形像已經由朝鮮前期塑造的「狂熱烏托邦」，逐步褪去了耀目的光環，而走向了「迂腐的大國」這種沒落的形象去了。
萬曆後期處理政務的效率降低，與他的健康狀況也有很大的關係。學者指出萬曆好飲酒，又好女色，長期的酒色生活嚴重損害了他的身體，使其疾病纏身。但是他不以為戒，依舊沉迷其中，導致其病癒益嚴重，逐漸喪失處理朝政的能力。執政後期經常因病無法處理朝政而傳諭輔臣。他久病不愈，加上又縱聲酒色，導致身體一日不如一日。虛弱的身體使他不能正常處理政務，面對文官集團嚴厲的指責，萬曆皇帝索性以健康問題，心安理得地與朝政決裂。不見其臣不理其政，使得朝中黨派割據，大大影響明朝的中央政務。
清史學家閻崇年认为萬曆帝怠政的表現為“六不做”，即不郊、不廟、不朝、不見、不批、不講。上朝理事和批閱朝臣奏章是皇帝了解政局，執掌朝政的主要手段，不朝不見不批，相當於與朝臣斷絕了聯繫，成了一個隱居皇帝。万历帝身体胖，他给太后请安，要“膝行前进”。胖易懒，使他更加厌倦政事。
史學家黃仁宇說：“當一個人口眾多的國家，各人行動全憑儒家簡單粗淺而又無法固定的原則所限制，而法律又缺乏創造性，則其社會發展的程度，必然受到限制。即便是宗旨善良，也不能補助技術之不及。”
萬曆帝雖然不上朝，但如同嘉靖帝一樣並沒有出現嚴重的宦官、外戚干政的局面，明朝內閣中也沒有嚴嵩這樣的权臣把持朝政，朝內黨爭也有所控制，抵抗日本豐臣政權的朝鮮之役、女真入侵和梃擊案，萬曆帝都有反應，表示重要奏章依舊批閱，並透過一定的方式控制朝局。

### 引用
1. ↑  《明亡清兴六十年》第二讲《万历怠政》：“万历皇帝竟然二十幾年不理朝政，也不主持朝廷会议。”
2. ↑  劉學銚. . 知書房. 2005: 241–242. ISBN 9867151011.
3. ↑  陳捷先. . 遠流出版. 2003: 93. ISBN 9573248751.
4. 1 2  张义勇. . 兰台世界. 2015: 81.
5. ↑  《酒色财气四箴疏》
6. ↑  江晓美，《明万历怠政之谜》，《现代阅读》 , 2016 (8) :18-18。
7. ↑  .   [2013-05-19]. （原始内容存档于2015-11-24）.
8. ↑  王宏钧在《中国从先进到落后的三百年》一文中说“从万历24年到32年（1596-1605），明神宗朱翊钧派出大批宦官凭借封建专制主义的淫威，掠夺了三百万两白银。各地的工商业者和百姓却遭到了一场少有的浩劫。这是明代封建专制主义对资本主义萌芽的一次最严重的摧残，其后果‘经数十年而不休’”
9. 1 2 3  杨昕; 朴莲顺. . 东疆学刊. 2015年7月, 32 (3).
10. ↑  《明史·方从哲传》:“四十六年四月，大清兵克抚顺，朝野震惊。帝初颇忧惧，章奏时下，不数月泄泄如故。”
11. ↑  阎崇年：《明亡清兴六十年》
12. ↑  李韬. . 知识产权出版社. 2006: 213.
13. ↑  陆雷，《注重军校学员队严格管理的科学性——由“万历怠政”所引发的思考》，《政工学刊》 , 2007 (8) :42-43。
14. ↑  张秀枫，《追寻历史的真相》，中国散文学会，河南文艺出版社。